# Rattachisme

Rattachisme is een institutionele voorkeur om Wallonië, het Franstalige deel van België, al dan niet inclusief Brussel, of zelfs heel België (zeldzamer) "opnieuw" aan te sluiten bij Frankrijk. Het is een stroming binnen de Waalse Beweging.

## Naamgeving
De naam van de ideologie rattachisme is afgeleid van het Franse woord rattacher ("opnieuw aanhechten"), zelf een afleiding van attacher ("aanhechten").

## Geschiedenis
Sinds 1795 hoorden de Zuidelijke Nederlanden bij Frankrijk en kwamen de inwoners in aanraking met de Franse taal en cultuur. Echter was Frankrijk na de Russische veldtocht en de Slag bij Leipzig zo verzwakt dat de geallieerden de Franse legers verspreid in heel Europa terug wisten te drijven en uiteindelijk ook de Zuidelijke Nederlanden te bezetten. Deze kwamen in het bezit van Willem I der Nederlanden.
Toen Napoleon later van Elba ontsnapte en zijn leger heropbouwde, sloten de Europese landen opnieuw een verbond en zonden hun legers naar Frankrijk. Napoleon marcheerde de Zuidelijke Nederlanden weer binnen, maar werd in de Slag bij Waterloo verslagen, zodat deze gebieden definitief tot het Verenigd Koninkrijk der Nederlanden behoorden.

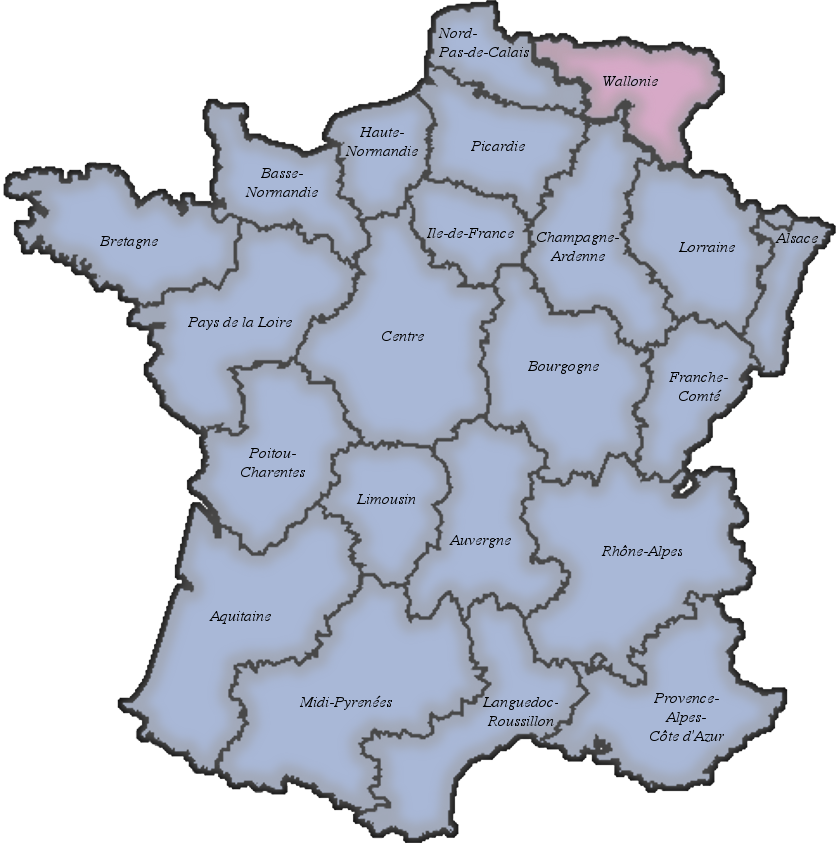
Regio's van Frankrijk in het scenario van rattachisme

### De Belgische Omwenteling
Sommige burgers in de Zuidelijke Nederlanden (met name Franstaligen) betreurden deze scheiding en wilden zich 'opnieuw aansluiten' bij Frankrijk.
De Belgische Revolutie van 1830 was, naast tal van andere motieven, ook geïnspireerd door het rattachisme. Vooral intellectuelen uit Luik verkozen een aanhechting bij Frankrijk, een aantal van leiders van de Belgische Revolutie waren rattachisten van Franse oorsprong. Door politieke omstandigheden (de Britten en Pruisen wilden absoluut geen versterking van Frankrijk en een deel van de Belgische burgerij zoals de Luiksgezinde Charles Rogier was evenmin pro-Frankrijk), was deze optie onmogelijk, en ontstond de Belgische staat. De meeste rattachistische opstandelingen aanvaardden de feiten. Alexandre Gendebien bleef trouw aan zijn idealen, maar raakte politiek snel geïsoleerd. Zijn afstammeling Paul-Henry Gendebien is nog steeds een verwoede rattachist.

### Rattachisme na de omwenteling
Volgens de Vlaamsgezinde mythologie, hield de Belgische regering er, vooral in de jaren na de Revolutie, een zeer pro-Franse politiek op na. Zo zou Charles Rogier in 1832 in een brief aan de minister van Justitie hebben laten weten dat België Franstalig moest worden gemaakt, ter voorbereiding van aansluiting bij Frankrijk: 'Les efforts de notre gouvernement doivent tendre à la déstruction de la langue flamande pour préparer la fusion de la Belgique avec notre grande patrie la France.' Nader onderzoek, onder andere door de Vlaamsgezinde Gentenaar Leonard Willems, hebben aangetoond dat deze uitspraken apocrief zijn.
Het rattachisme werd een stroming binnen de Waalse Beweging. In 1945 werd er een Waals congres gehouden in Luik, waarbij 46 % van de afgevaardigden koos voor aansluiting bij Frankrijk.

### Deze tijd
Het electoraal succes van rattachistische partijen is klein, maar het is licht stijgend: bij de federale verkiezingen van 2003 haalde het Rassemblement Wallonie-France 25.416 stemmen (0,39%), 26.240 (0,39%) in 2007 en 35.743 stemmen in 2010 (0,55%). De lijst F.R.A.N.C.E. behaalde in 2003 5.668 stemmen (0,09%).
Er is weinig gekend over de aanhang van het rattachisme bij de andere partijen. Af en toe doet een Waalse politicus een rattachistische uitspraak, zoals Claude Eerdekens (PS) of Yvan Ylieff (PS), maar deze worden niet door iedereen ernstig genomen en ze worden nadien uitgelegd als een onderdeel van het communautaire steekspel. Toch wordt het rattachisme als een serieuze optie beschouwd voor velen als België zou ophouden te bestaan. Een opinieonderzoek uit 2008 liet uitschijnen dat 49% van de Walen voor een aansluiting bij Frankrijk is als België ophoudt te bestaan, 60% van de Fransen zou voorstander zijn. Volgens een onderzoek gepubliceerd in juni 2010 was toen zelfs twee derde van de Fransen voor aanhechting.
| Vlag | Gebied          | Hoofdstad | Inwoners   | Oppervlakte (km²) | Munteenheid | Telefoon |
|      | Frankrijk       | Parijs    | 68.042.591 | 551.500           | Euro        | +33      |
|      | Wallonië        | Namen     | 3.681.575  | 16.844            | Euro        | +32      |
|      | Groot-Frankrijk | Parijs    | 71.724.166 | 568.344           | Euro        |          |

## Discussie rond de term rattachisme
Er is veel discussie over de R van rattachisme. Sommigen beweren dat die misplaatst is omdat Frankrijk en Wallonië slechts een twintigtal jaar samen waren, ten tijde van de Franse Revolutie. Voorheen behoorde Wallonië altijd tot de (Spaanse/Oostenrijkse) Nederlanden en daarvoor tot het Heilige Roomse Rijk. Deze bevinding mag dan correct zijn, attachisme is als term niet aanvaard.